# Villa del Carmen (San Luis)
Villa del Carmen es una localidad del departamento Chacabuco en la provincia de San Luis, Argentina. 
Se encuentra enclavada al pie de la sierra de Comechingones.

## Población
Contó con 751 habitantes (Indec, 2010), lo que representó un incremento del 22,5 % frente a los 613 habitantes (Indec, 2001) del censo anterior.
Según el censo 2022 la población total de la Comisión municipal fue de 886 personas. En tanto, el número de viviendas registradas fue de 382.
| Gráfica de evolución demográfica de Villa del Carmen entre 1947 y 2022 |
|                                                                        |
| Fuente: Censos nacionales del INDEC                                    |

## Historia

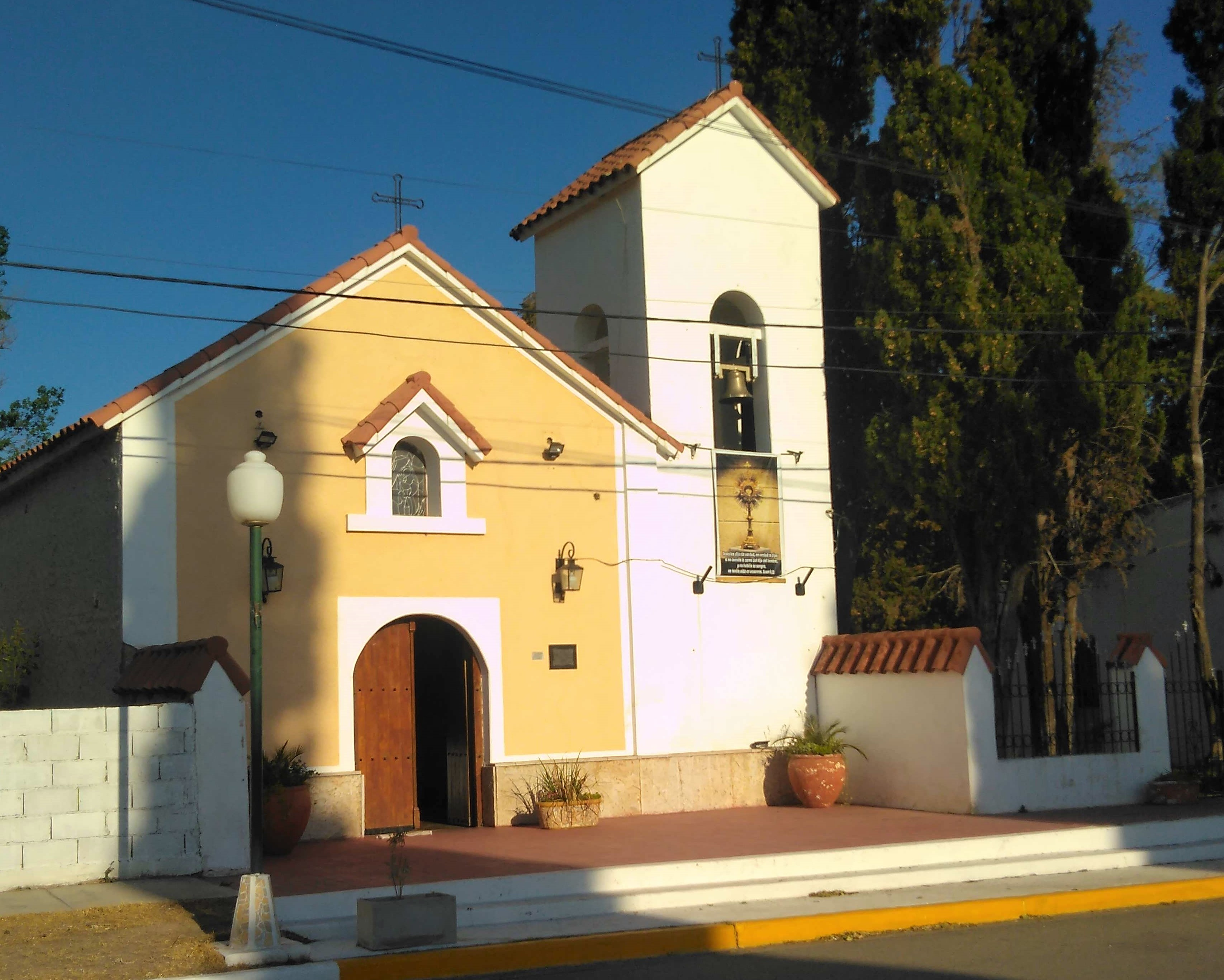

En 1874 casi al final del gobierno del gobernador Juan Agustín Ortiz Estrada , se mandó trazar la Villa del Carmen en el lugar de la Estanzuela, sobre un terreno de 200 cuadradas. El plano lo hizo el agrimensor Abel Gutiérrez.

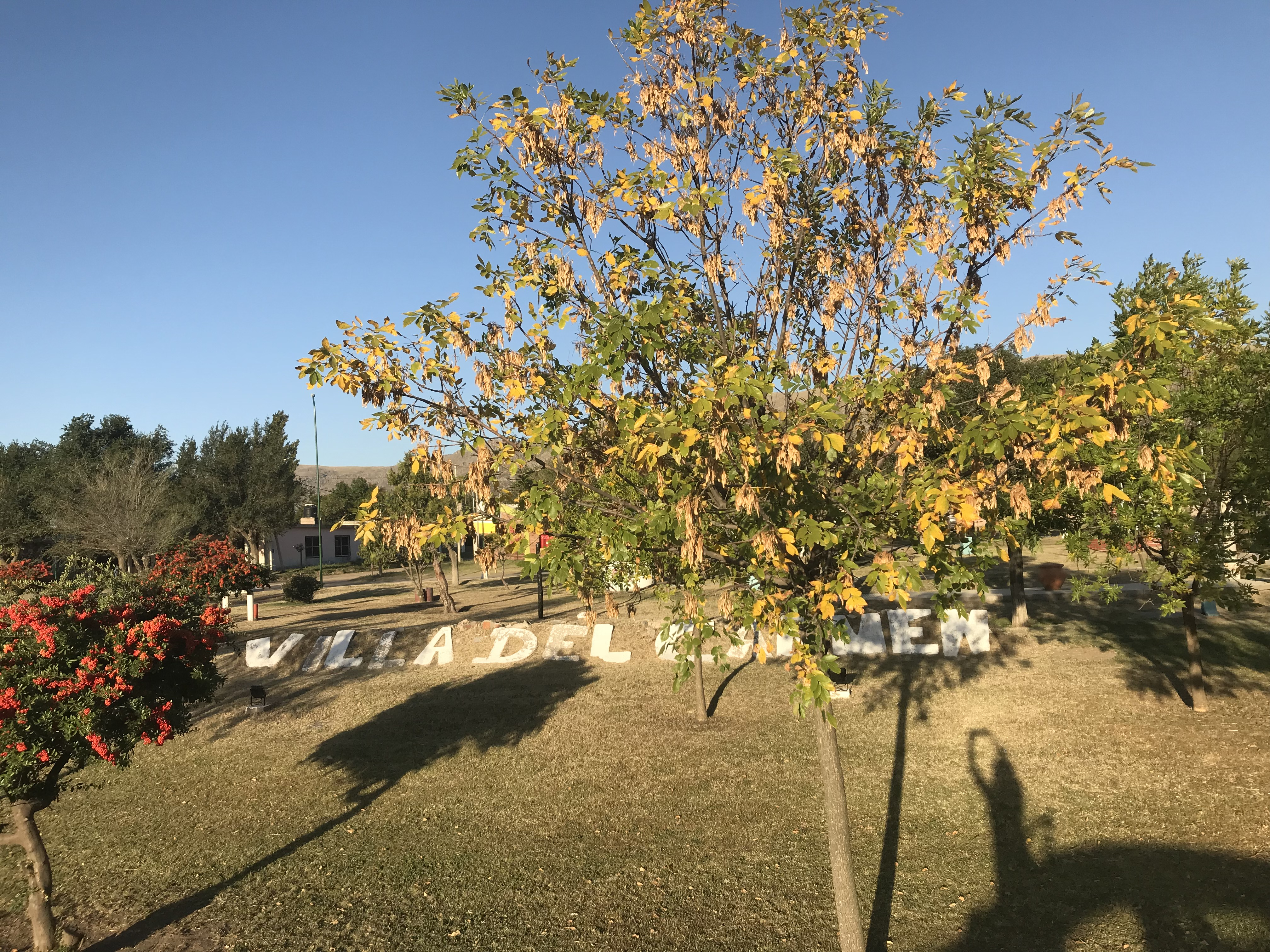